# Sapromyza nigriceps
Sapromyza nigriceps är en tvåvingeart som beskrevs av Macquart 1851. Sapromyza nigriceps ingår i släktet Sapromyza och familjen lövflugor. Inga underarter finns listade i Catalogue of Life.